# Mincivan
Mincivan (Azerbeidzjaans: Mincivan, Armeens: Միջնավան, Midzjnavan) is een plaats in het Azerbeidzjaanse district Zəngilan. In 2015 woonden er 483 mensen.

## Geschiedenis
Mincivan maakte in de 19e eeuw in het Russisch Rijk deel uit van de oejezd Zangezoer van het Gouvernement Jelizavetpol. Het kwam kortstondig in de Republiek Bergachtig Armenië te liggen, waarna het vanaf 1921 in de Azerbeidzjaanse Socialistische Sovjetrepubliek kwam te liggen, ten zuiden van de Nagorno-Karabachse Autonome Oblast. De Sovjet-autoreiteiten legden een spoorlijn aan van Bakoe naar Culfa in de autonome republiek Nachitsjevan, met een halte in Mincivan. 
Tijdens de eerste oorlog in Nagorno-Karabach werd de stad veroverd door de Armeniërs van Karabach. Het werd vervolgens ingelijfd bij de niet erkende Republiek Nagorno-Karabach en werd bestuurlijk bij het gewest Kasjatag  ondergebracht. Mincivan werd op 21 oktober 2020 heroverd door Azerbeidzjan tijdens de oorlog in Nagorno-Karabach.